# Cotesia glabrata
Cotesia glabrata är en stekelart som först beskrevs av Telenga 1955.  Cotesia glabrata ingår i släktet Cotesia och familjen bracksteklar. Inga underarter finns listade i Catalogue of Life.